# Archiv der erzählten Geschichte
Das Archiv der erzählten Geschichte ist ein Projekt und multimediales Archiv der Deutschen Minderheit in Polen, realisiert durch das Haus der Deutsch-Polnischen Zusammenarbeit. Das Projekt sammelt Geschichten aus und über Schlesien in Form von Tonaufnahmen und Videoaufnahmen, ferner über Fotografien und Texte, um diese zu archivieren und der Öffentlichkeit über eine Internetplattform zugänglich zu machen.
Für die Sammlung werden Jugendliche im Alter von 16 bis 25 Jahren engagiert, die Zeitzeugen in der Region interviewen. Die Interviewer erhalten dafür eine zweitägige Schulung und werden durch Wissenschaftliche Mitarbeiter betreut. Die Interviews werden dabei in Staffeln realisiert. 2016 wird die achte Edition hergestellt.
Zur Themenauswahl gehören insbesondere die Vorkriegszeit in Schlesien, der Zweite Weltkrieg, die Volksrepublik Polen, das religiöse Leben, die Bräuche, Traditionen und Feierlichkeiten sowie die Tätigkeit der deutschen Minderheit.
Das Projekt wird durch das deutsche Bundesministerium des Innern unterstützt.